# ひかりTVチャンネル
ひかりTVチャンネル（ひかりティーヴィーチャンネル）は、ひかりTVが放送している自主制作放送チャンネル。ケーブルテレビなどのコミュニティチャンネルに相当。

## 概要
ひかりTV契約者は全員視聴可能のチャンネルとなっている。ケーブルテレビにおけるコミュニティチャンネルに相当。
ひかりTVで放送されているチャンネルの大半がスカパー!などの他サービスでも放送されているが、ひかりTVチャンネルのオリジナル番組は基本的にひかりTVのみでの放送の為、他サービスとの差別化を行う為に放送されている。

## チャンネル構成
- ひかりTVチャンネル - 2011年4月25日、それまでの「ひかりTV STYLE」からリニューアルする形で放送開始[2]。2020年4月1日に「ひかりTVチャンネル1」から名称を変更[3]。
- ひかりチャンネルTV2 - 2020年3月30日までは、後述の4K放送と同じ内容をHD画質で放送していた[3]。同日をもって一旦放送を終了したのち、2021年2月12日に再開[4]。再開後は4K放送とは別編成。
- ひかりTVチャンネル4K -  4K画質放送。2015年11月30日放送開始[5]。

## ひかりTVチャンネル+
dTVチャンネル（現Lemino）でのサービス名称。

## ひかりTVチャンネル+（旧称)
主にひかりTVチャンネルで放送された番組のビデオ配信。ビデオ種別はテレビオンデマンド扱い。上記のdTVチャンネルでの「ひかりTVチャンネル+」サービス開始後はビデオ配信に「ひかりTVチャンネル+」の名称は使われていない。

## 放送中の番組

### オリジナル番組
- ひかりTV4K Presents ルミネ the よしもと お笑いライブ[6]
- にっぽん4K巡り[7]
- 実録!ひかりTVスペシャル これが伝説の隊長、誕生の瞬間だ! 〜ROAD TO 探検隊の栄光〜[8]
- 日向坂46です。ちょっといいですか? → ひなちょいSeason2[9]
- ハロプロのお仕事チャレンジ!2
- 村上信五のだれかおるやろ![10]

### 他局製作番組
- いろはに千鳥
- タカトシ牧場
- 熱烈!ホットサンド!
- 内村さまぁ～ず
- トップ・ギア
- コミカル&セクシー プロレスリングWAVE
- ブギウギ専務
- ナンデモ特命係 発見らくちゃく!
- ディスカバリーの世界 サバイバルゲーム
- 女流四神降臨
- ビワコ♥ヤングのこれが私の生きる道 代打、オレ!編
- パチスロ〜ライフ
- 女の秘蜜 〜妄想ノススメ〜
- 釣りビジョンアワー

### スポーツ中継
- PHONIX BATTLE
- Tリーグ
- ジャパンラグビーリーグワン

## 放送が終了した番組

### オリジナル番組
- 玉瀧光
- よしニュー 〜よしッ!もっと分かったニュース!〜[11]
- 4Kの女神[12]
- 24時間女優
- アニメのキカク
- アニソントーク&ライブ in 福島
- 遊!Style
- 行ってみたい! 動物園&水族館
- タビフク。ひかりＴＶオリジナル版
- 理系の人々
- Go!Go!家電男子
- 肉食女子部
- 業界用語の基礎知識 壇蜜女学園
- 猫侍
- 幼獣マメシバ
- ルガーコード1951
- 伝染る物語 〜KADOKAWA 怪談実話〜[13]
- 恋子focus 〜ある女子校生の物語〜[14]
- ひかりTV 4K 沖縄サンゴ再生〜「楽しい」が描くミライ〜[15]
- AKB48コント「びみょ〜」
- びみょ〜な扉 AKB48のガチチャレ
- AKB48コント「何もそこまで…」
- ハロプロのお仕事チャレンジ！

### 他局製作番組
- バラいろダンディ
- テリー伊藤のTOKYOひとり暮らし娘
- 方言彼女。
- おとりよせ王子 飯田好実
- 東京号泣教室 〜ROAD TO 2020〜
- 全日本アニソングランプリ
- ニッポン・ダンディ
- What's up宝塚
- 竹山ロックンロール
- モンキーパーマ
- 小島武夫の千里眼麻雀
- くろねこルーシー